# Україна на Європейських іграх 2019
На ІІ Європейських іграх 2019 у Мінську збірну України представляли 198 спортсменів у всіх 15 видах спорту та 22 дисциплінах. Змагання в 8 видах спорту стануть кваліфікаційними на Ігри XXXII Олімпіади-2020 у Токіо.

## Медалісти
| Тетяна Мельник   |
| Ганна Рижикова   |
| Данило Даниленко |
| Станіслав Сеник  |

| Ольга Ляхова      |
| Яна Качур         |
| Олексій Поздняков |
| Євген Гуцол       |

| Марія Повх           |
| Людмила Кукліновська |

| Тетяна Мельник      |  | Олег Миронець         |  |  |
| Анна Рижикова       |  | Богдан Чорномаз       |  |  |
| Данило Даниленко    |  | Андрій Проценко       |  |  |
| Олексій Поздняков   |  | Артем Шаматрин        |  |  |
| Ольга Ляхова        |  | Христина Стуй         |  |  |
| Яна Качур           |  | Сергій Смелик         |  |  |
| Євген Гуцол         |  | Наталія Прищепа       |  |  |
| Станіслав Сеник     |  | Ганна Гацько-Федусова |  |  |
| Анна Плотіцина      |  | Аліна Логвиненко      |  |  |
| Марина Бех-Романчук |  | Крістіна Гришутіна    |  |  |
| Богдан Бондаренко   |  |                       |  |  |

| Аліна Бихно      |
| Анастасія Возняк |
| Тетяна Довженко  |
| Діана Мижерицька |
| Валерія Юзьвяк   |

| Антон Давиденко  |
| Микола Просторов |

| Марина Кийко      |
| Світлана Малькова |

| Олександр Сиромятников |
| Олег Кухарик           |

| Юрій Вандюк    |
| Андрій Рибачок |

| Олена Костевич    |
| Павло Коростильов |

## Баскетбол 3х3
Чоловіки — 4
| Спортсмен                                                      | Груповий раунд   | Груповий раунд  | Груповий раунд | Груповий раунд | 1/4        | Півфінал   | Фінал      | Місце      |
| -------------------------------------------------------------- | ---------------- | --------------- | -------------- | -------------- | ---------- | ---------- | ---------- | ---------- |
| Спортсмен                                                      | Матч 1           | Матч 2          | Матч 3         | Місце          | 1/4        | Півфінал   | Фінал      | Місце      |
| Євген Балабан Дмитро Ліповцев Андрій Кожем'якін Олексій Щепкін | Франція W: 18-14 | Італія W: 21-16 | Росія L: 14-21 | 3              | Не пройшли | Не пройшли | Не пройшли | Не пройшли |

Жінки — 4
| Спортсмен                                                       | Груповий раунд | Груповий раунд   | Груповий раунд   | Груповий раунд | 1/4        | Півфінал   | Фінал      | Місце      |
| --------------------------------------------------------------- | -------------- | ---------------- | ---------------- | -------------- | ---------- | ---------- | ---------- | ---------- |
| Спортсмен                                                       | Матч 1         | Матч 2           | Матч 3           | Місце          | 1/4        | Півфінал   | Фінал      | Місце      |
| Вікторія Кондусь Вероніка Космач Ганна Рульова Тетяна Юркевічус | Латвія W: 14-8 | Іспанія W: 17-15 | Естонія L: 17-20 | 3              | Не пройшли | Не пройшли | Не пройшли | Не пройшли |

## Вільна боротьба
Чоловіки — 5
| Спортсмен              | Вагова категорія | 1/8                           | 1/4                       | Півфінал                  | Фінал                                        | Місце  |
| ---------------------- | ---------------- | ----------------------------- | ------------------------- | ------------------------- | -------------------------------------------- | ------ |
| Тарас Маркович         | 57 кг            |                               | Владислав Андреєв W: 7-3  | Стеван Мічіч L: 4-7       | Сутичка за бронзу: Сулейман Атлі L: 9-12     | 5      |
| Гор Оганнесян          | 65 кг            | Селахатін Кіліксалаян W: 11-0 | Абделлатіф Мансур W: 10-0 | Гаджі Алієв L: 4-4        | Сутичка за бронзу: Валодя Франгулян W: 8-2   | Бронза |
| Василь Михайлов        | 74 кг            | Ахсарбек Гуляєв W: 3-2        | Максим Васіліогло W: 2-2  | Сонер Демірташ L: 2-5     | Сутичка за бронзу: Хаджимурад Гаджиєв L: 1-9 | 5      |
| Мураз Мчедлідзе        | 97 кг            | Бакі Сахін W: 6-0             | Микола Чебан W: 6-5       | Нурмагомед Гаджиєв L: 0-7 | Сутичка за бронзу: Елізвар Одікадзе L: 0-5   | 5      |
| Олександр Хоцянівський | 125 кг           | Роберт Баран W: 6-0           | Андронік Галстян W: 10-0  | Анзор Хізрієв L: 1-7      | Сутичка за бронзу: Фатіх Ясарлі W: 2-1       | Бронза |

Жінки — 6
| Спортсмен      | Вагова категорія | 1/8                              | 1/4                     | Півфінал                    | Фінал                                   | Місце  |
| -------------- | ---------------- | -------------------------------- | ----------------------- | --------------------------- | --------------------------------------- | ------ |
| Оксана Лівач   | 50 кг            | Марія-Олександра Чіоклеа W: 12-1 | Міглена Селішка W: 2-1  | Віалета Чирик W: 5-0        | Марія Стадник L: 1-7                    | Срібло |
| Юлія Хавалджи  | 53 кг            | Марина Руеда W: 10-0             | Мерседеш Денеш W: 10-2  | Стальвіра Оршуш W: 7-4      | Софія Маттссон L: 4-9                   | Срібло |
| Ірина Чихрадзе | 57 кг            | Матільда Рив'єр W: 3-2           | Анастасія Нікіта L: 2-4 |                             |                                         |        |
| Юлія Ткач      | 62 кг            | Лідія Перес W: 6-0               | Марія Кузнєцова W: 6-1  | Тайбе Юсейн W: 11-8         | Ельміра Гамбарова W: 4-0                | Золото |
| Алла Черкасова | 68 кг            | Сара да Коль W: 10-0             | Агнєшка Вєщек W: 12-2   | Анастасія Братчикова L: 2-4 | Сутичка за бронзу: Єнні Франссон W: 6-2 | Бронза |
| Алла Белінська | 76 кг            | Марія Оряшкова W: 10-0           | Епп Мяе L: 0-8          |                             |                                         |        |

## Греко-римська боротьба
Чоловіки — 6
| Спортсмен           | Вагова категорія | 1/8                       | 1/4                                 | Півфінал              | Фінал                                   | Місце  |
| ------------------- | ---------------- | ------------------------- | ----------------------------------- | --------------------- | --------------------------------------- | ------ |
| Жора Абовян         | 60 кг            | Ігор Дрозд W: 6-2         | Іво Ангелов W: 4-1                  | Степан Марянян L: 0-9 | Сутичка за бронзу: Віктор Чобану L: 1-3 | 5      |
| Олексій Калініченко | 67 кг            | Мате Кражнай W: 8-0       | Енес Башар W: 5-0                   | Заур Кабалоєв L: 0-4  | Сутичка за бронзу: Сослан Дауров L: 2-3 | 5      |
| Ельмар Нуралієв     | 77 кг            | Карапет Чалян L: 0-9      | Втішна сутичка: Ігор Бешляга L: 0-7 |                       |                                         |        |
| Жан Беленюк         | 87 кг            | Максим Манукян W: 5-1     | Аркадіуш Кулинич W: 9-1             | Радзік Кулієв W: 3-1  | Іслам Аббасов W: 3-1                    | Золото |
| Микола Крисов       | 97 кг            | Олександр Головін L: 0-11 |                                     |                       |                                         |        |
| Микола Кучмій       | 130 кг           |                           | Кирило Грищенко L: 1-3              |                       |                                         |        |

## Велоспорт, трек
Чоловіки — 8
| Спортсмен                                                    | Дисципліна                         | Кваліфікація | Кваліфікація | 1 раунд    | 1 раунд    | 2 раунд    | 2 раунд    | 3 раунд    | 3 раунд    | Фінал      | Фінал      | Місце |
| Спортсмен                                                    | Дисципліна                         | Час          | Місце        | Час        | Місце      | Час        | Місце      | Час        | Місце      | Час        | Місце      | Місце |
| ------------------------------------------------------------ | ---------------------------------- | ------------ | ------------ | ---------- | ---------- | ---------- | ---------- | ---------- | ---------- | ---------- | ---------- | ----- |
| Роман Гладиш Володимир Джус Віталій Гринів Владислав Щербань | Командна гонка переслідування      | 4:04.723     | 6            | 4:04.504   | 2          |            |            |            |            | Не пройшли | Не пройшли |       |
| Владислав Денисенко Тадей-Іван Чебанець Дмитро Стовбецький   | Командний спринт                   | 45.829       | 9            | Не пройшли | Не пройшли | Не пройшли | Не пройшли | Не пройшли | Не пройшли | Не пройшли | Не пройшли | 9     |
| Роман Гладиш Віталій Гринів                                  | Медісон                            |              |              |            |            |            |            |            |            | -7         | 11         | 11    |
| Роман Гладиш                                                 | Омніум                             | 11:43        | 14           | 0          | 11         |            | 13         | 0          | 14         | 50         | 14         | 14    |
| Владислав Денисенко                                          | Гіт, 1 км                          | 1:05.901     | 14           | Не пройшов | Не пройшов | Не пройшов | Не пройшов | Не пройшов | Не пройшов | Не пройшов | Не пройшов |       |
| Володимир Джус                                               | Скретч                             |              |              |            |            |            |            |            |            |            | 12         | 12    |
| Володимир Джус                                               | Індивідуальна гонка переслідування | 4:30.521     | 9            | Не пройшов | Не пройшов | Не пройшов | Не пройшов | Не пройшов | Не пройшов | Не пройшов | Не пройшов |       |
| Олег Канака                                                  | Індивідуальна гонка переслідування | 4:35.520     | 11           | Не пройшов | Не пройшов | Не пройшов | Не пройшов | Не пройшов | Не пройшов | Не пройшов | Не пройшов |       |
| Дмитро Стовбецький                                           | Кейрін                             | 10.152       | 5            | 10.295     | 4          | Не пройшов | Не пройшов | Не пройшов | Не пройшов | Не пройшов | Не пройшов |       |
| Тадей-Іван Чебанець                                          | Спринт                             | 10.356       | 21           | +0.053     | Програш    |            |            |            |            | 0.113      | Програш: 3 |       |

Жінки — 7
| Спортсмен                                                                | Дисципліна                         | Кваліфікація | Кваліфікація | 1 раунд        | 1 раунд    | 2 раунд    | 2 раунд    | 3 раунд        | 3 раунд    | 4 раунд    | 4 раунд    | Фінал      | Фінал      | Місце  |
| Спортсмен                                                                | Дисципліна                         | Час          | Місце        | Час            | Місце      | Час        | Місце      | Час            | Місце      | Час        | Місце      | Час        | Місце      | Місце  |
| ------------------------------------------------------------------------ | ---------------------------------- | ------------ | ------------ | -------------- | ---------- | ---------- | ---------- | -------------- | ---------- | ---------- | ---------- | ---------- | ---------- | ------ |
| Юлія Бірюкова Оксана Клячіна Анна Нагірна Ганна Соловей Тетяна Клімченко | Командна гонка переслідування      | 4:34.050     | 6            | 4:35.059       | 2          | Не пройшли | Не пройшли | Не пройшли     | Не пройшли | Не пройшли | Не пройшли | Не пройшли | Не пройшли |        |
| Любов Басова Олена Старікова                                             | Командний спринт                   | 33.805       | 3            | 33.776         | 2          | Не пройшли | Не пройшли | Не пройшли     | Не пройшли | Не пройшли | Не пройшли | Не пройшли | Не пройшли |        |
| Оксана Клячіна Анна Нагірна                                              | Медісон                            |              |              |                |            |            |            |                |            |            |            | 3          | 7          | 7      |
| Любов Басова                                                             | Кейрін                             |              |              | 11.591         | 2          |            |            |                |            |            |            | 11.396     | 5          | 5      |
| Любов Басова                                                             | Спринт                             | 11.338       | 17           | +0.085         | 2          | Не пройшла | Не пройшла | Не пройшла     | Не пройшла | Не пройшла | Не пройшла | Не пройшла | Не пройшла |        |
| Любов Басова                                                             | Спринт                             |              |              | Втішний +0.054 | 2          |            |            |                |            |            |            |            |            |        |
| Юлія Бирюкова                                                            | Омніум                             | 10:06        | 14           | 5              | 10         |            | 14         | 27             | 5          |            |            | 77         | 10         | 10     |
| Тетяна Клімченко                                                         | Скретч                             | 3:17         | 12           | Не пройшла     | Не пройшла | Не пройшла | Не пройшла | Не пройшла     | Не пройшла | Не пройшла | Не пройшла | Не пройшла | Не пройшла |        |
| Ганна Соловей                                                            | Гонка за очками                    |              |              |                |            |            |            |                |            |            |            | 30         | 1          | Золото |
| Ганна Соловей                                                            | Індивідуальна гонка переслідування | 3:46.285     | 12           | Не пройшла     | Не пройшла | Не пройшла | Не пройшла | Не пройшла     | Не пройшла | Не пройшла | Не пройшла | Не пройшла | Не пройшла |        |
| Олена Старікова                                                          | Кейрін                             |              |              | 11.097         | 2          |            |            |                |            |            |            | 11.556     | 5          |        |
| Олена Старікова                                                          | Спринт                             | 10.928       | 5            | 11.284         | 1          | 11.229     | 1          | +0.127         | 2          | +2.292     | 2          | Не пройшла | Не пройшла |        |
| Олена Старікова                                                          | Спринт                             |              |              |                |            |            |            | Втішний 11.255 | 1          |            |            |            |            |        |
| Олена Старікова                                                          | Гіт 500 м                          | 34.083       | 3            |                |            |            |            |                |            |            |            | 33.389     | 2          | Срібло |

## Велоспорт, шосе
Чоловіки — 5
| Спортсмен         | Дисципліна           | Час      | Місце |
| ----------------- | -------------------- | -------- | ----- |
| Віталій Буц       | Групова гонка        | +25      | 5     |
| Андрій Василюк    | Групова гонка        | +54      | 45    |
| Андрій Василюк    | З роздільним стартом | 36:03.03 | 22    |
| Олександр Головаш | Групова гонка        | +6.06    | 86    |
| Олександр Головаш | З роздільним стартом | 35:40.21 | 17    |
| Михайло Кононенко | Групова гонка        | +6.06    | 85    |
| Олександр Превар  | Групова гонка        | +6.39    | 94    |

Жінки — 2
| Спортсмен         | Дисципліна           | Час      | Місце |
| ----------------- | -------------------- | -------- | ----- |
| Валерія Кононенко | Групова гонка        | +11      | 29    |
| Валерія Кононенко | З роздільним стартом | 38:45.98 | 11    |
| Тетяна Рябченко   | Групова гонка        | +11      | 20    |
| Тетяна Рябченко   | З роздільним стартом | 38:29.04 | 7     |

## Веслування на байдарках і каное
На ІІ Європейських іграх розігруватимуться чотири олімпійські ліцензії, які отримають країни-переможці у дисциплінах:
1. Жіноче каное-одиночка С-1, 200 м
2. Жіноче каное-двійка С-2, 500 м
3. Чоловіче каное-одиночка С-1, 1000 м
4. Чоловіче каное-двійка С-2, 1000 м
Чоловіки — 7
| Спортсмен                           | Дисципліна           | Попередній | Попередній | Півфінал   | Півфінал   | Фінал      | Фінал      | Місце      |
| ----------------------------------- | -------------------- | ---------- | ---------- | ---------- | ---------- | ---------- | ---------- | ---------- |
| Спортсмен                           | Дисципліна           | Час        | Місце      | Час        | Місце      | Час        | Місце      | Місце      |
| Олександр Сиромятников Олег Кухарик | Байдарка, К2, 1000 м | 3:13.498   | 4          | 3:12.910   | 1          | 3:18.865   | 2          | Срібло     |
| Олег Кухарик                        | Байдарка, К1, 1000 м | 4:03.837   | 8          | Не пройшов | Не пройшов | Не пройшов | Не пройшов | Не пройшов |
| Дмитро Даниленко                    | Байдарка, К1, 500 м  | 35.199     | 4          | 35.188     | 3          | 40.139     | 9          | 9          |
| Олександр Сиромятников              | Байдарка, К1, 5000 м |            |            |            |            | 23:29.990  | 17         | 17         |
| Юрій Вандюк Андрій Рибачок          | Каное, С-2, 1000 м   | 3:34.043   | 1          |            |            | 3:41.692   | 2          | Срібло     |
| Дмитро Янчук                        | Каное, С-1, 1000 м   | 3:58.929   | 6          | 3:51.019   | 6          | Не пройшов | Не пройшов | Не пройшов |
| Олег Боровик                        | Каное, С-1, 200 м    | 40.580     | 3          |            |            | 46.080     | 7          | 7          |

Жінки — 10
| Спортсмен                                                                   | Дисципліна           | Попередній | Попередній | Півфінал | Півфінал | Фінал      | Фінал      | Місце      |
| --------------------------------------------------------------------------- | -------------------- | ---------- | ---------- | -------- | -------- | ---------- | ---------- | ---------- |
| Спортсмен                                                                   | Дисципліна           | Час        | Місце      | Час      | Місце    | Час        | Місце      | Місце      |
| Марія Кічасова-Скорик Анастасія Горлова Наталія Докієнко Анастасія Тодорова | Байдарка, К4, 500 м  | 1:32.146   | 4          | 1:34.367 | 4        | Не пройшли | Не пройшли | Не пройшли |
| Марія Повх                                                                  | Байдарка, К2, 200 м  | 38.076     | 3          |          |          | 44.781     | 1          | Золото     |
| Людмила Кукліновська                                                        | Байдарка, К2, 500 м  | 1:40.926   | 4          | 1:39.092 | 2        | 1:44.698   | 6          | 6          |
| Марія Кічасова-Скорик                                                       | Байдарка, К1, 200 м  | 42.436     | 4          | 41.535   | 3        | 42.723     | 5          | 5          |
| Тетяна Єднак                                                                | Байдарка, К1, 500 м  | 1:50.667   | 3          | 1:55.104 | 7        | 2:10.715   | 6          | 6          |
| Інна Грищун                                                                 | Байдарка, К1, 5000 м |            |            |          |          | 26:33.579  | 15         | 15         |
| Анастасія Четверікова Людмила Лузан                                         | Каное, С-2, 500 м    | 1:57.467   | 3          |          |          | 2:15.044   | 5          | 5          |
| Анастасія Четверікова                                                       | Каное, С-1, 200 м    | 49.123     | 2          |          |          | 51.776     | 4          | 4          |

## Спортивна гімнастика
Чоловіки — 3

| Спортсмен      | Стадія змагання | Стадія змагання  | Вільні вправи | Вільні вправи | Кінь      | Кінь          | Кільця    | Кільця        | Опорний стрибок  | Опорний стрибок | Бруси     | Бруси         | Поперечина | Поперечина  | Багатоборство |
| Спортсмен      | Стадія змагання | Стадія змагання  | D E Pen       | Сума          | D E Pen   | Сума          | D E Pen   | Сума          | D E Pen          | Сума            | D E Pen   | Сума          | D E Pen    | Сума        | Сума          |
| -------------- | --------------- | ---------------- | ------------- | ------------- | --------- | ------------- | --------- | ------------- | ---------------- | --------------- | --------- | ------------- | ---------- | ----------- | ------------- |
| Петро Пахнюк   | Кваліфікація    | Кваліфікація     | 5.7 8.733     | 14.433 (3)    | 6.2 7.633 | 13.833 (12)   | 5.1 6.366 | 11.466 (34)   | 5.2 8.966 -0.1   | 14.066          | 6.5 7.466 | 13.966 (13)   | 5.3 7.433  | 12.733 (27) | 80.497 (11)   |
| Петро Пахнюк   | Фінал           | Багатоборство    | 5.7 7.666     | 13.366        | 6.2 7.733 | 13.933        | 5.4 8.066 | 13.466        | 5.2 9.533        | 14.733          | 6.2 8.833 | 15.033        | 5.3 8.200  | 13.500      | 84.031 (4)    |
| Петро Пахнюк   | Фінал           | Окремі види      | 5.7 8.500     | 14.200 Бронза |           |               |           |               |                  |                 |           |               |            |             |               |
| Олег Верняєв   | Кваліфікація    | Кваліфікація     | 5.1 7.300     | 12.400 (30)   | 6.5 8.633 | 15.133 (1)    | 4.9 8.300 | 13.200 (14)   | 5.6 7.733 -0.1   | 13.233          | 6.3 8.433 | 14.733 (6)    | 5.2 7.733  | 12.933 (23) | 81.632 (8)    |
| Олег Верняєв   | Фінал           | Багатоборство    | 5.5 8.500     | 14.000        | 6.4 8.400 | 14.800        | 6.0 6.533 | 12.533        | 5.6 9.166        | 14.766          | 6.7 8.400 | 15.100        | 5.4 8.033  | 13.433      | 84.632 Срібло |
| Олег Верняєв   | Фінал           | Окремі види      |               |               | 6.2 8.700 | 14.900 Срібло |           |               |                  |                 | 6.7 8.633 | 15.333 Золото |            |             |               |
| Ігор Радівілов | Кваліфікація    |                  |               |               |           |               | 6.0 8.700 | 14.700 (2)    | 5.6 9.400 15.000 | 14.950 (1)      |           |               |            |             |               |
| Ігор Радівілов | Кваліфікація    | 5.6 9.300 14.900 |               |               |           |               | 6.0 8.700 | 14.700 (2)    |                  | 14.950 (1)      |           |               |            |             |               |
| Ігор Радівілов | Фінал           |                  |               |               |           |               | 6.0 8.733 | 14.733 Бронза | 5.6 9.133 14.733 | 14.649 Бронза   |           |               |            |             |               |
| Ігор Радівілов | Фінал           | 5.6 8.966 14.566 |               |               |           |               | 6.0 8.733 | 14.733 Бронза |                  | 14.649 Бронза   |           |               |            |             |               |

Жінки — 3

| Спортсмен           | Стадія змагання       | Опорний стрибок       | Опорний стрибок | Рівновисокі бруси | Рівновисокі бруси | Колода    | Колода        | Вільні вправи  | Вільні вправи | Разом         |
| ------------------- | --------------------- | --------------------- | --------------- | ----------------- | ----------------- | --------- | ------------- | -------------- | ------------- | ------------- |
| Спортсмен           | Стадія змагання       | D E Pen               | Сума            | D E Pen           | Сума              | D E Pen   | Сума          | D E Pen        | Сума          | Разом         |
| Анастасія Бачинська | Кваліфікація          | 5.0 8.933             | 13.933          | 5.5 7.766         | 13.266 (16)       | 5.7 7.100 | 12.800 (7)    | 5.1 7.966      | 13.066 (2)    | 53.065 (4)    |
| Анастасія Бачинська | Фінал багатоборства   | 5.0 8.800             | 13.800          | 4.7 6.566         | 11.266            | 6.1 6.900 | 13.000        | 4.9 7.000 -0.3 | 11.600        | 49.666 (14)   |
| Анастасія Бачинська | Фінал в окремих видах |                       |                 |                   |                   |           |               | 5.1 8.100      | 13.200 Золото |               |
| Діана Варінська     | Кваліфікація          | 4.6 8.700             | 13.300          | 6.0 7.900         | 13.900 (10)       | 5.2 7.733 | 12.933 (5)    | 5.2 7.800 -0.3 | 12.700 (10)   | 52.833 (5)    |
| Діана Варінська     | Фінал багатоборства   | 5.0 8.800             | 13.800          | 5.7 7.000         | 12.700            | 5.4 7.600 | 13.000        | 5.2 8.066      | 13.266        | 52.766 Бронза |
| Діана Варінська     | Фінал в окремих видах |                       |                 |                   |                   |           | 13.100 Бронза |                |               |               |
| Ангеліна Радівілова | Кваліфікація          | 4.8 8.466 13.266      | 13.116 (13)     | 5.5 5.533         | 11.033 (29)       | 5.5 7.000 | 12.500 (9)    | 5.4 7.666 -0.1 | 12.966 (4)    | 49.765 (19)   |
| Ангеліна Радівілова | Кваліфікація          | 4.6 8.666 -0.3 12.966 | 13.116 (13)     | 5.5 5.533         | 11.033 (29)       | 5.5 7.000 | 12.500 (9)    | 5.4 7.666 -0.1 | 12.966 (4)    | 49.765 (19)   |
| Ангеліна Радівілова | Фінал                 |                       |                 |                   |                   |           |               |                |               |               |

## Художня гімнастика
Жінки — 6
| Спортсмен         | Стадія змагання       | Обруч        | Обруч         | М'яч         | М'яч   | Булави       | Булави        | Стрічка     | Стрічка | Разом  | Місце |
| ----------------- | --------------------- | ------------ | ------------- | ------------ | ------ | ------------ | ------------- | ----------- | ------- | ------ | ----- |
| Спортсмен         | Стадія змагання       | D E Pen      | Сума          | D E Pen      | Сума   | D E Pen      | Сума          | D E Pen     | Сума    | Разом  | Місце |
| Влада Нікольченко | Абсолютна першість    | 14.100 8.300 | 22.400        | 11.600 6.150 | 17.750 | 13.300 8.325 | 21.625        | 9.700 6.400 | 16.100  | 77.875 | 5     |
| Влада Нікольченко | Фінал в окремих видах | 13.200 8.250 | Бронза 21.450 |              |        | 13.300 8.450 | Бронза 21.750 |             |         |        |       |

Групові вправи
| Спортсмен                                                                    | Стадія змагання        | 5 м'ячів     | 5 м'ячів | 5 м'ячів | 3 обручі + 4 булави | 3 обручі + 4 булави | 3 обручі + 4 булави | Разом  | Місце |
| ---------------------------------------------------------------------------- | ---------------------- | ------------ | -------- | -------- | ------------------- | ------------------- | ------------------- | ------ | ----- |
| Спортсмен                                                                    | Стадія змагання        | D E Pen      | Сума     | Місце    | D E Pen             | Сума                | Місце               | Разом  | Місце |
| Аліна Бихно Анастасія Возняк Тетяна Довженко Діана Мижерицька Валерія Юзьвяк | Багатоборство          | 16.300 5.500 | 21.800   |          | 18.200 8.175        | 26.375              |                     | 48.175 | 5     |
| Аліна Бихно Анастасія Возняк Тетяна Довженко Діана Мижерицька Валерія Юзьвяк | Фінали в окремих видах | 16.300 5.500 | 21.800   | 6        | 18.200 8.175        | 26.375              | Срібло              |        |       |

## Дзюдо
Чоловіки — 9
| Спортсмен        | Вагова категорія | 1/32                                   | 1/16                        | 1/8                         | 1/4                 | Півфінал                       | Фінал                 | Місце  |
| ---------------- | ---------------- | -------------------------------------- | --------------------------- | --------------------------- | ------------------- | ------------------------------ | --------------------- | ------ |
| Артем Лесюк      | 60 кг            |                                        | Хуар Валіде L :0x — 11s2    | Не пройшов                  | Не пройшов          | Не пройшов                     | Не пройшов            |        |
| Георгій Зантарая | 66 кг            |                                        | Сейвел Джеремі W:11-0       | Єреван Драз W:10s1-0s1      | Шершан Дмитро W:1-0 | Нініашвілі Баграті W :10s2-0s1 | Медвес Маттео W: 10-0 | Золото |
| Богдан Ядов      | 66 кг            |                                        | Шіхалізада Нійят W: 1s1 — 0 | Петріков Павел L: 0s1 — 1   | Не пройшов          | Не пройшов                     | Не пройшов            |        |
| Дмитро Канівець  | 73 кг            | Стерпу Віктор W:11-1s1                 | Могушков Муса L: 0s2-1s1    | Не пройшов                  | Не пройшов          | Не пройшов                     | Не пройшов            |        |
| Артем Хомула     | 73 кг            | Еспозіто Джованні W:10-1               | Сараїва Нуно W: 1s1-0s1     | Шавдатуашвілі Лаша L:0s1-10 |                     |                                |                       |        |
| Кеджау Ньябалі   | 90 кг            | Шеразадішвілі Ніколоз L:0s1-1s2        | Не пройшов                  | Не пройшов                  | Не пройшов          | Не пройшов                     | Не пройшов            |        |
| Антон Савицький  | 100 кг           | Гасимов Ельмар L: 0-1s1                | Не пройшов                  | Не пройшов                  | Не пройшов          | Не пройшов                     | Не пройшов            |        |
| Андрій Колесник  | Понад 100 кг     | Кроітору Мірсеа W: 10-0                | Крпалек Лукас L: 0-11s1     | Не пройшов                  | Не пройшов          | Не пройшов                     | Не пройшов            |        |
| Яків Хаммо       | Понад 100 кг     | Челару Грігорас Ірінель Василь W: 10-0 | Сарнаскі Мацей L:0h-10s2    | Не пройшов                  | Не пройшов          | Не пройшов                     | Не пройшов            |        |

Жінки — 7
| Спортсмен                | Вагова категорія | 1/16                          | 1/8                     | 1/4                       | Півфінал                                | Фінал                                           | Місце  |
| ------------------------ | ---------------- | ----------------------------- | ----------------------- | ------------------------- | --------------------------------------- | ----------------------------------------------- | ------ |
| Дар'я Білодід            | 48 кг            |                               | Ксерновіцкі Єва W:11-0  | Клемент Мелані W:10s1-0s2 | Ніколіч Міліча W:10s1-1s2               | Долгова Ірина W: 1-0                            | Золото |
| Марина Черняк            | 48 кг            | Мартінез Абенда Лаура L: 0-10 | Не пройшла              | Не пройшла                | Не пройшла                              | Не пройшла                                      |        |
| Марія Скора              | 57 кг            | Вергаген Санне L: 0s1 — 11s1  | Не пройшла              | Не пройшла                | Не пройшла                              | Не пройшла                                      |        |
| Юлія Гребеножко          | 63 кг            | Шлезінгер Еліс L: 0s2 -10     | Не пройшла              | Не пройшла                | Не пройшла                              | Не пройшла                                      |        |
| Анастасія Турчин         | 78 кг            | Не стартувала                 | Не стартувала           | Не стартувала             | Не стартувала                           | Не стартувала                                   |        |
| Василина-Ірина Кириченко | Понад 78 кг      |                               |                         |                           |                                         |                                                 |        |
| Галина Тарасова          | Понад 78 кг      | Пакенуте Санта W: 10-0        | Черіч Лариса L:10s1-1s1 |                           | Втішна сутичка: М Байро Енн W: 11 — 1s2 | Сутичка за бронзу: Кіндзерська Ірина L: 1h — 11 | 4      |

Командний турнір
| Команда         | Спортсмен                | 1/8 |                 |
| --------------- | ------------------------ | --- | --------------- |
| Команда         | Спортсмен                | 1/8 | Словенія L: 3-4 |
| Марія Скора     | Кайзер Кая W: 10-0       |     |                 |
| Марія Скора     | Кайзер Кая L: 0-1s2      |     |                 |
| Галина Тарасова | W: 0-0                   |     |                 |
| Юлія Гребеножко | Погачник Анка L: 0-10    |     |                 |
| Дмитро Канівець | Гояк Мартін L:1s1-10s1   |     |                 |
| Андрій Колесник | Драгіч Віто L: 0s1-10s1  |     |                 |
| Кеджау Ньябалі  | Куковіца Давид W: 10-0s1 |     |                 |

## Легка атлетика
Чоловіки- 10
Жінки — 11
Командні змагання
| Спортсмен                                                      | Дисципліна               | Кваліфікація | Кваліфікація | Кваліфікація | Кваліфікація | Кваліфікація | Кваліфікація  | Півфінал  | Півфінал | Півфінал | Півфінал | Півфінал      | Фінал   | Фінал  |
| Спортсмен                                                      | Дисципліна               | Місце        | Результат    | Rank         | Очки         | Сума         | Місце команди | Результат | Rank     | Очки     | Сума     | Місце команди | Час     | Місце  |
| -------------------------------------------------------------- | ------------------------ | ------------ | ------------ | ------------ | ------------ | ------------ | ------------- | --------- | -------- | -------- | -------- | ------------- | ------- | ------ |
| Богдан Бондаренко                                              | Стрибки у висоту         | Бронза       | 2.21         | 2            | 10           | 76           | 1             |           |          |          | 71       | 1             | 4:27.14 | Золото |
| Андрій Проценко                                                | Стрибки у висоту         |              |              |              |              | 76           | 1             |           | 1        | 11       | 71       | 1             | 4:27.14 | Золото |
| Сергій Смелик                                                  | Біг на 100 м             |              | 10.55        | 3            | 8            | 76           | 1             | 10.35     | 2        | 10       | 71       | 1             | 4:27.14 | Золото |
| Богдан Чорномаз                                                | Біг на 110 м з бар'єрами |              |              |              |              | 76           | 1             | 14.21     | 5        | 4        | 71       | 1             | 4:27.14 | Золото |
| Артем Шаматрин                                                 | Біг на 110 м з бар'єрами |              | 14.21        | 3            | 8            | 76           | 1             |           |          |          | 71       | 1             | 4:27.14 | Золото |
| Тетяна Мельник Анна Рижикова Данило Даниленко Станіслав Сеник  | Змішана естафета 4×400 м | Золото       | 3:17.31      | 1            | 12           | 76           | 1             |           |          |          | 71       | 1             | 4:27.14 | Золото |
| Тетяна Мельник Аліна Логвиненко Данило Даниленко Олег Миронець | Змішана естафета 4×400 м |              |              |              |              | 76           | 1             | 3:16.65   | 1        | 12       | 71       | 1             | 4:27.14 | Золото |
| Ольга Ляхова Яна Качур Олексій Поздняков Євген Гуцол           | Гонка переслідування     | Золото       | 4.25,02      |              |              | 76           | 1             |           |          |          | 71       | 1             | 4:27.14 | Золото |
| Наталія Прищепа Яна Качур Олексій Поздняков Євген Гуцол        | Гонка переслідування     |              |              |              |              | 76           | 1             | 4:25.63   | 1        | 12       | 71       | 1             | 4:27.14 | Золото |
| Марина Бех-Романчук                                            | Стрибки у довжину        | Бронза       | 6.58         | 1            | 12           | 76           | 1             |           | 2        | 10       | 71       | 1             | 4:27.14 | Золото |
| Крістіна Гришутіна                                             | Стрибки у довжину        |              |              |              |              | 76           | 1             |           |          |          | 71       | 1             | 4:27.14 | Золото |
| Ганна Гацько-Федусова                                          | Метання списа            |              |              | 2            | 10           | 76           | 1             |           | 2        | 10       | 71       | 1             | 4:27.14 | Золото |
| Христина Стуй                                                  | Біг на 100 м             |              | 11.83        | 5            | 4            | 76           | 1             | 11.69     |          | 2        | 71       | 1             | 4:27.14 | Золото |
| Анна Плотіцина                                                 | Біг на 100 м з бар'єрами | Срібло       | 13.14        | 1            | 12           | 76           | 1             | 13.11     | 1        | 12       | 71       | 1             | 4:27.14 | Золото |
| Аліна Логвиненко                                               | Біг на 400 м             |              |              |              |              | 76           | 1             |           |          |          | 71       | 1             | 4:27.14 | Золото |

## Самбо
Чоловіки — 6
| Спортсмен            | Вагова категорія | 1/4                         | Півфінал                                 | Фінал                                        | Місце |
| -------------------- | ---------------- | --------------------------- | ---------------------------------------- | -------------------------------------------- | ----- |
| Роман Братченко      | 52 кг            | Кіракосян Тигран L: 0-7     | Втішна сутичка: Надареішвілі Гіві L: 0-0 |                                              |       |
| Іван Пилип'як        | 57 кг            | Манукян Максим L:1-10       | Втішна сутичка: Целік Емре L: 1-11       |                                              |       |
| Дмитро Євдошенко     | 62 кг            | Багдасарян Руслан L: 0-2    | Втішна сутичка: Ву Нам W: 8-0            | Сутичка за бронзу: Аніскевич Іван L: 1-2     | 5     |
| Дмитро Стеценко      | 90 кг            | Рябов Сергій L: 0-4         | Втішна сутичка: Васек Мирослав W: 8-0    | Сутичка за бронзу: Герасименко Дмітрі L: 0-8 | 5     |
| Андрій Болобан       | 100 кг           | Степанков Олексій W: 9-1    | Лоріашвілі Давіті L: 0-3                 | Сутичка за бронзу: Тачії Денис L: 2-3        | 5     |
| Станіслав Бондаренко | Понад 100 кг     | Пападопулос Ніколас W: 12-4 | Рибак Юрій L: 1-7                        | Сутичка за бронзу: Осипенко Артем L: 0-1     | 5     |

Жінки — 9
| Спортсмен           | Вагова категорія | 1/4                           | Півфінал                               | Фінал                                                  | Місце  |
| ------------------- | ---------------- | ----------------------------- | -------------------------------------- | ------------------------------------------------------ | ------ |
| Анастасія Новікова  | 48 кг            | Цветеліна Цветанова W: 2-0    | Ася Лалазарян W: 0-0                   | Олена Бондарєва L: 0-2                                 | Срібло |
| Марія Буйок         | 52 кг            | Діана-Александра Ковач W: 8-0 | Діана Рябова L: 0-0                    | Сутичка за бронзу: Пауліна Ешану L: 1-1                | 5      |
| Наталія Ільків      | 56 кг            | Тетяна Казенюк L: 0-2         | Втішна сутичка: Маріана Донос W: 0-0   | Сутичка за бронзу: Лоре Фурньє L: 2-5                  | 5      |
| Анастасія Шевченко  | 60 кг            | Яйса Хіменес Лопес L: 0-1     | Втішна сутичка: Саломе Абашидзе W: 1-0 | Сутичка за бронзу: Яна Костенко L: 0-2                 | 5      |
| Олена Сайко         | 64 кг            | Марія Кабас Гомес W: 1-0      | Аліче Перін W: 5-1                     | Катерина Онопрієнко L: 0-7                             | Срібло |
| Катерина Москальова | 68 кг            | Марина Мохнаткіна W: 3-3      | Івана Яндріч W: 2-2                    | Люсія Бабіч L: 0-4                                     | Срібло |
| Наталія Смаль       | 72 кг            | Галина Амбарцумян W: 2-1      | Анжела Жилінська L: 0-2                | Сутичка за бронзу: Лорена-Александра Поделенскі W: 4-0 | Бронза |
| Галина Ковальська   | 80 кг            | Дебора Мейзі W: 9-0           | Марія Оряшкова L: 0-2                  | Сутичка за бронзу: Ірине Леонідзе W: 4-1               | Бронза |
| Анастасія Сапсай    | Понад 80 кг      | Каріна Стефанович W: 9-0      | Катерина Калюжна W: 5-0                | Елене Кебадзе W: 4-0                                   | Золото |

## Спортивна акробатика
Чоловіки — 1
Жінки — 4
| Спортсмен                                     | Дисципліна                     | A D E Pen          | Сума   | Місце |
| --------------------------------------------- | ------------------------------ | ------------------ | ------ | ----- |
| Олена Вихованець Інна Капланська Ірина Хижняк | Група, баланс                  | 8.650 2.020 17.000 | 27.670 | 5     |
| Олена Вихованець Інна Капланська Ірина Хижняк | Група, динамічна вправа        | 8.600 1.520 17.300 | 27.420 | 6     |
| Олена Вихованець Інна Капланська Ірина Хижняк | Багатоборство                  | 8.750 2.170 17.400 | 28.320 | 5     |
| Марія Лось Владислав Кузеренко                | Змішана пара, динамічна вправа | 8.600 1.080 17.600 | 27.280 | 5     |
| Марія Лось Владислав Кузеренко                | Змішана пара, баланс           | 8.550 1.960 16.900 | 27.110 | 5     |
| Марія Лось Владислав Кузеренко                | Багатоборство                  | 8.250 1.580 16.700 | 26.530 | 6     |

## Стрибки на батуті
Чоловіки — 2
| Спортсмен                        | Дисципліна            | Кваліфікація | Кваліфікація | Кваліфікація | Кваліфікація | Фінал      | Фінал      |
| Спортсмен                        | Дисципліна            | 1 спроба     | 2 спроба     | Сума         | Місце        | Сума       | Місце      |
| -------------------------------- | --------------------- | ------------ | ------------ | ------------ | ------------ | ---------- | ---------- |
| Антон Давиденко Микола Просторов | Синхронні стрибки     |              |              |              |              | 51.350     | Срібло     |
| Антон Давиденко                  | Індивідуальні стрибки | 49.710       | 54.885       | 104.55       | 15           | Не пройшов | Не пройшов |
| Микола Просторов                 | Індивідуальні стрибки | 51.430       | 58.780       | 110.210      | 5            | 58.400     | 4          |

Жінки — 2
| Спортсмен                      | Дисципліна            | Кваліфікація | Кваліфікація | Кваліфікація | Кваліфікація | Фінал      | Фінал      |
| Спортсмен                      | Дисципліна            | 1 спроба     | 2 спроба     | Сума         | Місце        | Сума       | Місце      |
| ------------------------------ | --------------------- | ------------ | ------------ | ------------ | ------------ | ---------- | ---------- |
| Марина Кийко Світлана Малькова | Синхронні стрибки     |              |              |              |              | 48.240     | Срібло     |
| Марина Кийко                   | Індивідуальні стрибки | 47.205       | 51.655       | 98.860       | 7            | 53.905     | 4          |
| Світлана Малькова              | Індивідуальні стрибки | 46.135       | 49.795       | 95.930       | 13           | Не пройшла | Не пройшла |

## Стрільба з лука
Чоловіки — 1
Жінки — 3
| Спортсмен                                            | Дисципліна                            | Кваліфікація | Кваліфікація | 1/32                            | 1/16                          | 1/8                       | 1/4            |  |  |
| Спортсмен                                            | Дисципліна                            | Очки         | Місце        | 1/32                            | 1/16                          | 1/8                       | 1/4            |  |  |
| ---------------------------------------------------- | ------------------------------------- | ------------ | ------------ | ------------------------------- | ----------------------------- | ------------------------- | -------------- |  |  |
| Юрій Гавелко                                         | Класичний лук, індивідуальні змагання | 668          | 8            |                                 | Сієраковські Павел L: 2-6     |                           |                |  |  |
| Вероніка Марченко                                    | Класичний лук, індивідуальні змагання | 635          | 18           | Дейнеко Іліана W: 6-0           | Мірча Олександра W: 6-2       | Денг Ранді L: 4-6         |                |  |  |
| Анастасія Павлова                                    | Класичний лук, індивідуальні змагання | 625          | 24           | Деструпер Шарлота W: 6(10)-5(7) | Бйорендал Крістін Луіз W: 6-0 | Дзіомінська Карина L: 0-6 |                |  |  |
| Лідія Січенікова                                     | Класичний лук, індивідуальні змагання | 606          | 36           | Рейді Маеве L: 5(8)-6(9)        |                               |                           |                |  |  |
| Вероніка Марченко Анастасія Павлова Лідія Січенікова | Класичний лук, командні змагання      | 1866         | 7            |                                 |                               |                           | Білорусь L:3-5 |  |  |
| Вероніка Марченко Юрій Гавелко                       | Класичний лук, змішана команда        | 1303         | 10           |                                 | Словаччина W:6-0              | Велика Британія L: 3-5    |                |  |  |

## Стрільба кульова
Чоловіки — 6
Жінки — 5
Олег Омельчук завдяки срібній нагороді у пневматичному пістолеті на 10 м здобув ліцензію Олімпійських ігор 2020 у Токіо у цій дисципліні
| Спортсмен                         | Дисципліна                                  | Кваліфікація | Кваліфікація | Півфінал   | Півфінал   | Фінал      | Фінал      | Місце      |
| Спортсмен                         | Дисципліна                                  | Очки         | Місце        | Очки       | Місце      | Очки       | Місце      | Місце      |
| --------------------------------- | ------------------------------------------- | ------------ | ------------ | ---------- | ---------- | ---------- | ---------- | ---------- |
| Поліна Конарєва Павло Коростильов | Змішана команда Пневматичний пістолет 10 м  | 574          | 6            | Не пройшли | Не пройшли | Не пройшли | Не пройшли | Не пройшли |
| Поліна Конарєва Павло Коростильов | Змішана команда Пневматичний пістолет 50 м  | 342          | 10           | Не пройшли | Не пройшли | Не пройшли | Не пройшли | Не пройшли |
| Олена Костевич Олег Омельчук      | Змішана команда Пневматичний пістолет 10 м  | 572          | 10           | Не пройшли | Не пройшли | Не пройшли | Не пройшли | Не пройшли |
| Олена Костевич Олег Омельчук      | Змішана команда Пневматичний пістолет 50 м  | 370          | 1            | 177.0      | 5          | Не пройшли | Не пройшли | Не пройшли |
| Анна Ільїна Олег Царьков          | Змішана команда Пневматичний гвинтівка 10 м | 621,6        | 17           | Не пройшли | Не пройшли | Не пройшли | Не пройшли | Не пройшли |
| Анна Ільїна Олег Царьков          | Змішана команда Гвинтівка лежачі 50 м       | 411.5        | 13           | Не пройшли | Не пройшли | Не пройшли | Не пройшли | Не пройшли |
| Наталія Кальниш Сергій Куліш      | Змішана команда Пневматичний гвинтівка 10 м | 620,2        | 22           | Не пройшли | Не пройшли | Не пройшли | Не пройшли | Не пройшли |
| Наталія Кальниш Сергій Куліш      | Змішана команда Гвинтівка лежачі 50 м       | 412.1        | 7            | 202.8      | 5          | Не пройшли | Не пройшли | Не пройшли |
| Олена Костевич Павло Коростильов  | Змішана команда Пістолет 25 м               | 550          | 6            | 384.7      | 2          | 187.3      | 3          | Бронза     |
| Оксана Ковальчук Олександр Петрів | Змішана команда Пістолет 25 м               | 545          | 10           | Не пройшли | Не пройшли | Не пройшли | Не пройшли | Не пройшли |
| Павло Коростильов                 | Пневматичний пістолет 10 м                  | 577          | 13           | Не пройшов | Не пройшов | Не пройшов | Не пройшов | Не пройшов |
| Павло Коростильов                 | Пістолет 25 м                               | 570          | 17           | Не пройшов | Не пройшов | Не пройшов | Не пройшов | Не пройшов |
| Сергій Куліш                      | Пневматична гвинтівка 10 м                  | 627.1        | 11           | Не пройшов | Не пройшов | Не пройшов | Не пройшов | Не пройшов |
| Сергій Куліш                      | Гвинтівка, 50 м, три положення              | 1176         | 6            |            |            |            |            |            |
| Олег Омельчук                     | Пневматичний пістолет 10 м                  | 580          | 5            |            |            | 239,6      | 2          | Срібло     |
| Олександр Петрів                  | Пістолет 25 м                               | 566          | 21           | Не пройшов | Не пройшов | Не пройшов | Не пройшов | Не пройшов |
| Юрій Сухоруков                    | Гвинтівка, 50 м, три положення              | 1157         | 27           | Не пройшов | Не пройшов | Не пройшов | Не пройшов | Не пройшов |
| Олег Царьков                      | Пневматична гвинтівка 10 м                  | 622.0        | 29           | Не пройшов | Не пройшов | Не пройшов | Не пройшов | Не пройшов |
| Анна Ільїна                       | Пневматична гвинтівка 10 м                  | 614.2        | 40           | Не пройшла | Не пройшла | Не пройшла | Не пройшла | Не пройшла |
| Анна Ільїна                       | Гвинтівка, 50 м, три положення              | 1143         | 37           | Не пройшла | Не пройшла | Не пройшла | Не пройшла | Не пройшла |
| Наталія Кальниш                   | Пневматична гвинтівка 10 м                  | 620.6        | 35           | Не пройшла | Не пройшла | Не пройшла | Не пройшла | Не пройшла |
| Наталія Кальниш                   | Гвинтівка, 50 м, три положення              | 1160         | 9            | Не пройшла | Не пройшла | Не пройшла | Не пройшла | Не пройшла |
| Оксана Ковальчук                  | Пістолет 25 м                               | 576          | 17           | Не пройшла | Не пройшла | Не пройшла | Не пройшла | Не пройшла |
| Поліна Конарєва                   | Пневматичний пістолет 10 м                  | 568          | 21           | Не пройшла | Не пройшла | Не пройшла | Не пройшла | Не пройшла |
| Олена Костевич                    | Пневматичний пістолет 10 м                  | 573          | 7            |            |            | 176,6      | 5          | 5          |
| Олена Костевич                    | Пістолет 25 м                               | 571          | 23           | Не пройшла | Не пройшла | Не пройшла | Не пройшла | Не пройшла |

## Стрільба стендова
Чоловіки — 1
Жінки — 2
| Спортсмен                      | Дисципліна                | Кваліфікація | Кваліфікація |
| Спортсмен                      | Дисципліна                | Очки         | Місце        |
| ------------------------------ | ------------------------- | ------------ | ------------ |
| Ірина Маловічко Микола Мільчев | Змішана пара Скіт         | 134          | 11           |
| Микола Мільчев                 | Скіт                      | 116          | 16           |
| Ірина Маловічко                | Скіт                      | 107          | 21           |
| Олена Охотська                 | Траншейний стенд («Трап») | 64           | 10           |

## Теніс настільний
Чоловіки — 2
| Спортсмен     | Раунд 2                | Раунд 3                       | Раунд 4                 | 1/4                    | 1/2                  | Фінал                                    | Місце      |
| ------------- | ---------------------- | ----------------------------- | ----------------------- | ---------------------- | -------------------- | ---------------------------------------- | ---------- |
| Коу Лей       | Йонеску Овідіу W: 4-2  | Роблес Мартінез Алваро W: 4-1 | Шибаєв Олександр W: 2-0 | Нуйотінг Кедрік W: 4-2 | Грот Джонатан L: 4-0 | Сутичка за бронзу: Пукар Томіслав L: 1-4 | 4          |
| Євген Прищепа | Янцарік Любомир W: 4-2 | Пукар Томіслав L: 1-4         | Не пройшов              | Не пройшов             | Не пройшов           | Не пройшов                               | Не пройшов |

Жінки — 3
| Спортсмен          | Раунд 1                  | Раунд 2             | Раунд 3       |
| ------------------ | ------------------------ | ------------------- | ------------- |
| Тетяна Біленко     | Не стартувала            | Не стартувала       | Не стартувала |
| Ганна Гапонова     | Лупулеску Ізабела W: 4-2 | Ірланд Брітт W: 4-1 | Ю Фу L: 1-4   |
| Маргарита Песоцька |                          | Янг Ксіоксін L: 1-4 |               |

## Пляжний футбол
Чоловіки — 12
| Спортсмен | Груповий раунд      | Груповий раунд | Груповий раунд | Груповий раунд | Півфінал                | Фінал                                    | Місце |
| --- | ------------------- | -------------- | -------------- | -------------- | ----------------------- | ---------------------------------------- | ----- |
| Спортсмен | Матч 1              | Матч 2         | Матч 3         | Місце          | Півфінал                | Фінал                                    | Місце |
| Андрій Борсук Ігор Борсук Дмитро Войтенко Іван Глуцький Олег Зборовський Олександр Корнійчук Костянтин Макеєв Дмитро Медвідь Андрій Неруш Роман Пачев Віталій Сидоренко Ярослав Заворотний | Італія W: 4-4 (4-3) | Іспанія W: 6-4 | Росія L: 1-5   | 2              | Португалія L: 2-3 (2-3) | Матч за бронзову медаль Швейцарія L: 4-5 | 4     |